# Hemiargus huntingtoni
Hemiargus huntingtoni is een vlindersoort uit de familie van de Lycaenidae. De wetenschappelijke naam van de soort werd in 1953 als Echinargus huntingtoni gepubliceerd door Frederick Hastings Rindge en William Phillips Comstock.

## Verspreiding
De soort komt voor in Midden-Amerika, het noordwestelijk deel van Zuid-Amerika en in de Caraïben, waaronder Curaçao en Trinidad.

## Ondersoorten
- Hemiargus huntingtoni huntingtoni
- Hemiargus huntingtoni continentalis (Clench, 1965)
- Hemiargus huntingtoni hannoides (Clench, 1965)